# Lugiak

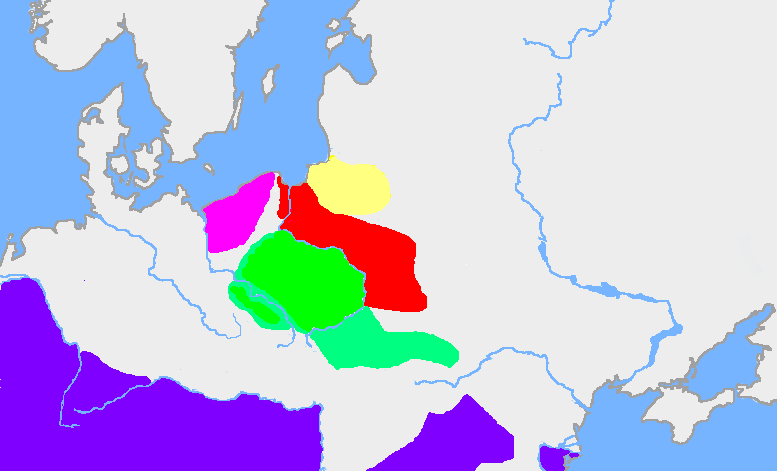
A zöld terület a przeworski kultúra területe, melyet a lugiakkal azonosítanak. Az indigó színű terület a Római Birodalom

A lugiak, Lygii, Lugiones (latin), lengyelül Lugiowie, németül Lugier, indoeurópai nép bizonytalan (kelta, szláv, germán vagy kevert) eredettel. Időszámításunk kezdete körül az Odera felső folyása mellett telepedtek meg. Van olyan vélemény, miszerint a szvéb törzsszövetséghez tartoztak. Germánságuk valószínűsíthető, mivel a vandálok és a kvádok között helyezkedtek el. A régészek által általánosan elfogadott vélemény szerint azonosíthatók a przeworski kultúrával.
Ptolemaiosz  említi a Lugii népet, valamint Lugidunum helységet. Egyes elméletek Lugidunumot
Legnicával vagy Głogówval azonosítják. 
A ligiusok pedig egy másik ókori, keleti germán nép, amely az 1. században a mai Szilézia területén lakott. Később a Alsó-Duna mellékén tűnt fel, utolsó említésük 280 körülre datálható. Tacitus és Sztrabón említik őket.
Henryk Sienkiewicz Quo vadis c. regényének női főszereplője, Lygia szintén e néphez tartozik, az uralkodójuk lánya. Lehetséges, hogy Sienkiewicz tudatosan származtatja innen a női főszereplőt, mivel lugiak részben a mai Lengyelország területén éltek.